# Maebashi
Maebashi (Japans: 前橋市, Maebashi-shi) is de hoofdstad van de prefectuur Gunma op het eiland Honshu, Japan. De stad heeft een oppervlakte van 312 km² en had bij de volkstelling van 2020 332.149 inwoners. De stad ligt aan de voet van de 1828m hoge berg Akagi (赤城山, Akagi-yama/Akagi-san). De rivier Tone loopt door het westelijk deel van de stad.
Maebashi is het centrum van de zijde-industrie. Op religieus gebied zijn de twee boeddhistische tempels bekend.

## Geschiedenis
Op 1 april 1892 werd Maebashi een stad (shi).
In 1901 wordt een deel van het dorp Kamikawabuchi (上川淵村, Kamikawabuchi-mura) aan Maebashi toegevoegd.
In 1909 wordt het "Wanuki"-symbool, de vlag van de commandant Matsudaira, de feodale heer van Maebashi, de stadsvlag.
In de Tweede Wereldoorlog is driekwart van Maebashi vernield.
In 1951 wordt een deel van het dorp Kaigaya (桂萱村, Kaigaya-mura) aan Maebashi toegevoegd.
In 1 april 1954 worden de gemeente Soja (総社町, Sōja-machi) en 6 dorpen samengevoegd met Maebashi: Kamikawabuchi (上川淵村, Kamikawabuchi-mura), Shimokawabuchi (下川淵村, Shimokawabuchi), Azuma (東村, Azuma-mura), Kaigaya (桂萱村, Kaigaya-mura), Haga (芳賀村, Haga-mura) en Motosoja (元総社村, Motosōja-mura).
Op 1 september van dat jaar volgt het dorp Nankitsu (南橘村, Nankitsu-mura).
In 1957 wordt een deel van het dorp Jonan (城南村, Jōnan-mura) aan Maebashi toegevoegd.
In 1960 wordt een deel van de gemeente Tamamura (玉村町, Tamamura-machi) en een tweede deel van het dorp Jonan met Maebashi samengevoegd.
Op 1 mei 1967 wordt het dorp Jōnan definitief bij Maebashi gevoegd.
Op 1 april 2001 kreeg Maebashi de status van een speciale stad.
Op 5 december 2004 zijn de gemeente Ogo (大胡町, Ōgo-machi) en de dorpen Kasukawa (粕川村, Kasukawa-mura) en Miyagi (宮城村, Miyagi-mura) aan Maebashi toegevoegd.
Op 31 maart 2009 werd Maebashi een kernstad in plaats van een speciale stad.
Op 5 mei 2009 werd het dorp Fujimi aangehecht door Maebashi. Het district Seta verdween na deze fusie.

## Sport
Maebashi is de stad van de voetbalvereniging Thespa Kusatsu.
De Wereldkampioenschappen indooratletiek 1999 vonden plaats in Maebashi.

## Festivals
- Hatsuichi festival jaarlijks op 9 januari
- Tanabata elk jaar midden juli
- Maebashi festival elk jaar midden oktober
- Jaarlijks is er ook een groot vuurwerk op 15 augustus

## Verkeer
Maebashi ligt aan de Ryōmō-lijn en aan de Jōetsu-lijn van de East Japan Railway Company en de Jōmō-lijn van de Jōmō Elektrische Spoorwegmaatschappij.
Maebashi ligt aan de Kanetsu-autosnelweg, de Kitakanto-autosnelweg en aan de autowegen 17, 50, 291 en 353.

## Geboren in Maebashi
- Genichiro Sata (佐田 玄一郎, Sata Gen'ichirō), politicus
- Sakutaro Hagiwara (萩原 朔太郎, Hagiwara Sakutarō), dichter en schrijver
- Atsuko Tanaka (田中 敦子, Tanaka Atsuko), stemacteur in amine
- Hirokazu Fukushima (福島 弘和, Fukushima Hirokazu), componist en hoboïst
- Nigo (ニゴー, Nigō) ( 23 december 1970), modeontwerper en muziekproducent

## Aangrenzende steden
- Takasaki
- Isesaki
- Kiryu
- Shibukawa

## Stedenbanden
Maebashi heeft een stedenband met
- Orvieto, Italië
- Birmingham, Alabama, Verenigde Staten
- Menasha, Wisconsin, Verenigde Staten